# Злоценец (гмина)
Злоценец (пол. Złocieniec) — гмина (уезд) в Польше, входит как административная единица в Дравский повет, Западно-Поморское воеводство. Население — 15 503 человека (на 2013 год).